# Cadillac Fleetwood
Cet article concerne la Cadillac Fleetwood. Pour la version haut de gamme de la Brougham, voir Cadillac Fleetwood Brougham. Pour la Brougham en tant que modèle distinct, voir Cadillac Brougham. Pour la série à production limitée portant souvent le nom Fleetwood, voir Cadillac Sixty Special.
La Cadillac Fleetwood est un modèle de voiture de luxe fabriqué par le constructeur automobile américain Cadillac, division de General Motors, entre 1976 et 1996. Le nom « Fleetwood » était auparavant utilisé comme préfixe sur plusieurs modèles de Cadillac datant de 1935. Les voitures à quatre portes portant le nom « Fleetwood » avaient généralement des empattements plus longs que les modèles plus courants Series 62 et DeVille de Cadillac.
Jusqu'en 1984, toutes les voitures de la série Fleetwood étaient à propulsion arrière. Pour 1985, la « Fleetwood » a été utilisée sur les nouveaux modèles à traction avant fabriqués jusqu'en 1992. En 1987, une voiture à empattement allongé a été offerte et nommée Fleetwood 60 Special, un nom qui a été utilisé pour la dernière fois en 1970 pour la voiture Fleetwood propulsion non Brougham. Pendant ce temps, les voitures à propulsion arrière construites sur l'ancienne plate-forme Fleetwood datant de 1977 ont continué à être proposées sous le nom de « Fleetwood Brougham » (plus tard raccourcies en « Brougham »). En 1993, une nouvelle Fleetwood à propulsion arrière a été introduit, mais a été interrompu après 1996.
Avant 1934, tous les modèles Cadillac pouvaient être commandés avec des carrosseries construites par Fleetwood de General Motors à Fleetwood en Pennsylvanie, au lieu de leur carrosserie Fisher habituelle, et entre 1935 et 1941, des voitures portant le nom Fleetwood y ont été assemblées.

## Genèse (1916-1924)

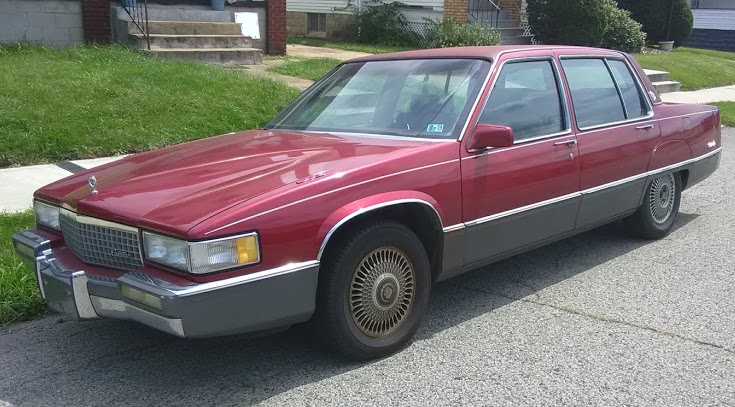
Cadillac Fleetwood (1989-1992)

Lawrence P. Fisher était le frère Fisher le plus étroitement impliqué avec Cadillac dans ses premières années. En 1916, il rejoint la Fisher Body Company qui avait été formée par deux de ses frères en 1908. Larry (comme les gens le connaissaient) était l'un des quatre des sept frères Fisher qui ont placé Fisher Body Corporation sous l'égide de General Motors en 1919. En mai 1925, Alfred P. Sloan, alors chef de General Motors, nomma Fisher directeur général de Cadillac, un poste qu'il conserva jusqu'en 1934. Fisher s'est immédiatement mis au travail en ajoutant des carrosseries exclusives et personnalisées à la gamme Cadillac. Ainsi, il a supervisé l'achat de la Fleetwood Metal Body Company par la Fisher Body Corporation en septembre 1925.
La Fleetwood Body Company de Fleetwood en Pennsylvanie, a été fondée par Harry Urich au XIXe siècle. Il a commencé comme une petite communauté d'artisans fondée par Henry Fleetwood de Penwortham, près de Lancaster, en Angleterre (la famille Fleetwood a prospéré en Angleterre aux XVIIe et XVIIIe siècles. Les riches traditions de 300 ans de construction de carrosserie que la Fleetwood Body Company a appliquées à ses travaux sur les voitures lui ont assuré une grande réputation dans le monde de l'automobile dans les années 1920. Des carrosseries ont été construites par Fleetwood pour une variété de marques de luxe jusqu'en 1924.
Après que la Fisher Body Corporation a acheté la Fleetwood Body Company en 1925, les carrosseries Fleetwood étaient réservées exclusivement à Cadillac. En 1929, GM avait acheté les stocks restants de la Fisher Body Corporation et était ainsi devenu l'unique propriétaire des sociétés Fisher et Fleetwood. De 1927 à 1934, toutes les séries Cadillac offraient des carrosseries Fleetwood en option,.

## Utilisation du nom Fleetwood (1935-1986)
Après 1934, Cadillac est devenu plus sélectif en offrant des carrosseries Fleetwood sur sa série et en 1938, la seule façon d'obtenir une voiture carrossée Fleetwood était d'acheter une Cadillac Series 75 ou 90, car même la Cadillac Sixty Special avait une carrosserie Fisher dans sa première année. Le script et l'écusson Fleetwood n'apparaîtraient pas à l'extérieur de toute Cadillac avant l'année modèle 1947, quand ils apparaissaient sur le couvercle du coffre arrière de la Sixty Special. En 1952, il est également apparu sur le couvercle du coffre arrière de la Series 75. En 1957, la Cadillac Series 70 Eldorado Brougham a rejoint la Sixty Special et la Series 75 en tant que seuls modèles Cadillac avec des carrosseries Fleetwood, bien que le script ou les emblèmes Fleetwood n'apparaissent nulle part à l'extérieur de la voiture. C'était la première fois en 20 ans qu'une voiture à carrosserie Fleetwood était associée au nom de Brougham,,. Lorsque la production de l'Eldorado Brougham a été transférée en 1959 de l'usine Cadillac Fleetwood de Détroit à Pininfarina à Turin, en Italie, ce n'est qu'ensuite qu'elle a acquis les disques de roue Fleetwood et les moulures de seuil de porte, probablement parce que le travail de conception et les touches finales étaient toujours effectués par Fleetwood.
La production de l'Eldorado Brougham a cessé en 1961 mais en 1963, l'Eldorado Biarritz est également devenu une carrosserie Fleetwood et a immédiatement acquis les écussons Fleetwood sur ses quartiers arrière et les moulures Fleetwood de bas de caisse. L'Eldorado Biarritz de 1963 a également été le premier cabriolet à carrosserie Fleetwood depuis que la Cadillac Series 75 a cessé d'offrir des styles de carrosserie convertibles à 4 et 2 portes et que la production de la Cadillac Series 90 a cessé en 1941,,.
En 1965, les modèles Eldorado, Sixty Special et Series 75 ont désigné des finitions Fleetwood, mais cela ne durera que pendant l'année modèle 1972, et pendant cette période, il n'y a jamais eu de série Fleetwood distincte en soi. Fleetwood est devenu une partie beaucoup plus intégrante d'un nom de série Cadillac en 1977 avec l'introduction de la Cadillac Fleetwood Brougham et de la Cadillac Fleetwood Limousine, qui ont remplacé la Fleetwood Sixty Special Brougham et la Fleetwood 75 respectivement. En 1985, Fleetwood est devenu une série distincte à part entière,.

## Fleetwood comme seule désignation (1985-1996)

### Traction avant: 1985-1993
Une nouvelle plate-forme C-body à traction avant a été introduite en 1985. La Fleetwood partageait le même empattement de 110,8 pouces (2 810 mm) que les autres voitures C-body, les DeVille, Buick Electra et Oldsmobile Ninety-Eight. La Fleetwood Brougham a continué à utiliser la plate-forme propulsion (qui a été renommée « D-body » pour 1985) jusqu'en 1986.
Comme cela avait été le cas depuis l'année modèle 1977, il n'y avait guère plus que de différences de finition entre la Fleetwood et la DeVille. Pour 1985, la Fleetwood était en fait une option de finition de la DeVille, plutôt qu'un modèle distinct. Le finition d'Élégance, a ajouté des sièges à boutons touffetés parmi d'autres subtilités pour la berline traction Fleetwood. Le coupé Fleetwood a été abandonné après l'année modèle 1986, mais est revenu en 1989.
Un nouveau modèle {Cadillac Fleetwood Sixty Special) a été ajouté à la gamme pour 1987 et 1988 et a utilisé une version étirée de 115,8 pouces (2 940 mm) de la nouvelle plate-forme de carrosserie C, tandis que les Fleetwood Series 75 de 1985 a 1987 ont utilisé une version étirée de 134,4 pouces (3 410 mm) de la même plate-forme. Le moteur V8 HT-4100 de 4,1 L en aluminium a été remplacé par le HT-4500 de 4,5 L pour 1988. La cylindrée du moteur HT-4900 a été augmentée pour 1991 à 4,9 L.
La ligne Fleetwood a été repensée pour l'année modèle 1989. Pour se différencier visuellement des DeVille qui avaient également été repensées, les modèles Fleetwood et Sixty Special à échelons supérieurs étaient livrés avec des jupes d'ailes sur les roues arrière, tandis que la DeVille avait des ouvertures arrière complètes. Le coupé Fleetwood est resté sur l'ancien empattement de 110,8 pouces (2 810 mm), tandis que l'empattement de la berline a augmenté de 3 pouces (76 millimètres). Le prix de 30 000 USD et plus étaient une bonne affaire par rapport aux grandes voitures de luxe allemandes de l'époque, mais les Fleetwood n'avaient pas les performances et les caractéristiques de virage / maniabilité des rivaux d'importation.
La puissance a été augmentée à 180 ch (134 kW) à partir du même moteur de 4,5 L pour 1990 grâce à l'utilisation d'un collecteur d'admission à deux étages et d'autres changements. Il a été remplacé par le HT-4900 de 4,9 L et de 200 ch (149 kW) pour 1991.
La plaque signalétique Fleetwood a quitté la gamme de propulsion avant pour 1993. Au lieu de cela, la plaque signalétique Sixty Special a été utilisée sur le modèle à traction avant pour 1993. Un total de 5 292 Sixty Special ont été construites en 1993, dont 688 avec l'option « Ultra », une option qui comprenait des sièges avant réglables en 22 directions, conçus en Italie par Giorgio Giugiaro. Cet ensemble de sièges était de série sur la Sixty Special depuis 1989, mais en 1993, il est devenu une option de 3 550 $. Bien qu'il soit basé sur la DeVille, la Sixty Special comprenait onze articles en équipement standard, tandis que ces onze articles étaient optionnels à un coût supplémentaire sur les DeVille. Il y avait des options pour la Sixty Special, qui n'étaient pas disponibles sur la DeVille, telles que « Siège mémoire » pour le conducteur avec deux réglages de rappel, un bouton « Quitter » qui lorsqu'il était poussé, propulsé automatiquement le siège du conducteur complètement vers l'arrière, et deux inclinaisons électriques des sièges avant.
La Fleetwood et la DeVille ont tous deux été codés en tant que carrosserie C dans le quatrième chiffre du VIN. Le cinquième chiffre codait la DeVille en « D » (avec la Touring Sedan plus tard en « T »), la Fleetwood en « B » et la Fleetwood Sixty Special en « S ». La Sixty Special était codé « G » pour 1991 et est revenu au « B » pour sa carrière de 1993.
Les transmissions sont successivement : THM440 T4 (1985-1986), 4T60 (1987-1989), 4T60E (1990-1992).

### Propulsion 1993-1996
Pour 1993, le nom Fleetwood (et l'extérieur) est passé de la carrosserie C à traction avant de la DeVille à la carrosserie D à propulsion nouvellement révisé que la Cadillac Brougham avait utilisé auparavant. Il a été l'un des premiers véhicules à traction avant américains à revenir à la propulsion. Avec 225 pouces (5 700 mm) dans l'ensemble, la Fleetwood était la plus longue voiture de série fabriquée aux États-Unis. Toutes les Fleetwood à l'exception du châssis commercial étaient équipés de freins antiblocage, d'antipatinage et de coussins gonflables avant de série. En 1994, Cadillac a utilisé le moteur LT1 5,7 L dérivé de la Corvette pour une puissance nominale de 260 chevaux (190 kW) avec la nouvelle transmission automatique 4L60E. Entre 1993 et 1996, le châssis commercial de la Fleetwood a été utilisé à la place de la DeVille pour la plupart des voitures funéraires et des limousines produits au cours de ces années. La DeVille a été réutilisé en 1997, après l'arrêt de la production de la Fleetwood. Après 1996, la Cadillac Fleetwood a été retirée par General Motors ainsi que toutes les autres berlines à propulsion et l'usine de montage a été convertie en production de pick-ups pour les Chevrolet Suburban et Tahoe en raison de la demande croissante de SUV.

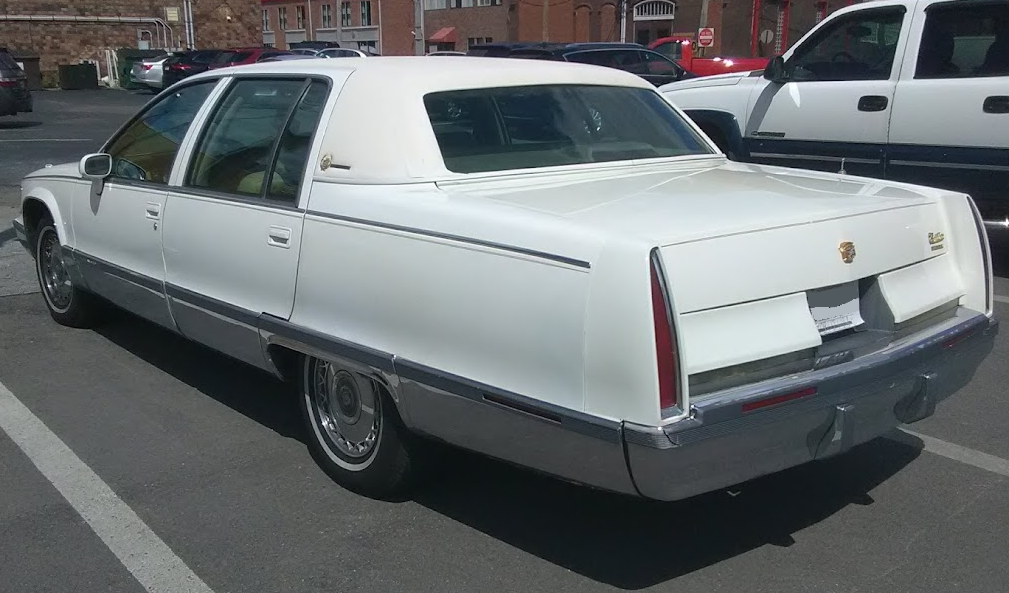
Cadillac Fleetwood, vue arrière

#### Finitions
Le groupe d'options Brougham comprenait un dessus entièrement en vinyle, un emblème sur le montant C, une conception de siège spécifique avec une mémoire du siège du conducteur à six directions et des sièges avant lombaires chauffants à trois positions, un écusson sur le tableau de bord, miroirs de courtoisie arrière et un accoudoir de rangement pour le siège arrière.
L'ensemble de remorquage de 7 000 lb (3 200 kg) a été mis à disposition en 1993, un retour sur les berlines de production depuis la Cadillac Sixty Special de 1971-1976[réf. nécessaire]. Le pack RPO V4P comprenait un refroidissement intensif (RPO V08, qui se composait d'un ventilateur primaire mécanique à sept pales, d'un ventilateur secondaire électrique robuste et d'un radiateur de capacité supplémentaire), système de suspension Ride Handling RPO FE2, la transmission HD 4L60, système de refroidissement pour huile moteur RPO KC4, système de refroidissement pour huile de transmission RPO KD1, alternateur RPO KG9 140 ampères et engrenages RPO GT4 3,73 avec une couronne de 8,5 pouces. En 1994-1996, le groupe V4P a été révisé avec des engrenages RPO GU6 3,42 avec le nouveau V8 RPO LT1 plus puissant de 260 ch (194 kW) et une transmission HD 4L60E avec des accumulateurs révisés pour passer plus en douceur avec l'engrenage d'essieu arrière plus court.

#### Transmissions
- 1993 4L60
- 1994-1996 4L60E

| Année                      | Unités                     |
| 1993                       | 31 773                     |
| 1994                       | 27 473                     |
| 1995                       | 16 180                     |
| 1996                       | 15 109                     |
| Production totale = 90 535 | Production totale = 90 535 |
| -------------------------- | -------------------------- |